# Comandante (2003)
Comandante is een politieke documentairefilm van de Amerikaanse regisseur Oliver Stone. In de film interviewt Stone de Cubaanse leider Fidel Castro over allerlei onderwerpen in de persoonlijke en politieke sfeer. Stone en zijn crew filmden het interview in drie dagen op Cuba in 2002, waarna de film werd uitgebracht in 2003 op het Sundance Film Festival. De film was niet in de Amerikaanse bioscopen te zien onder druk van een deel van de Cubaanse gemeenschap in de Verenigde Staten.
In de zomer van 2008 werd de film in een beperkt aantal Nederlandse bioscopen uitgebracht.

## Inhoud
De Amerikaanse regisseur interviewde in 2002 dertig uur lang de politiek leider van Cuba, Fidel Castro. Castro werd met meerdere camera's gevolgd terwijl Stone hem ondervroeg op diverse plaatsen in Cuba, zijn eigen kantoor maar ook op straat. In een ruim anderhalf uur durende documentaire is het interview samengevat. Castro vertelt onder andere over Che Guevara, de moord op John F. Kennedy, zijn visie op Nixon en de betrokkenheid van Cubaanse troepen in Angola.